# 還原人生
《還原人生》（英語：The Undoing）是一部美國電視迷你劇集，改編自珍·漢芙·克瑞茲2014年的小說作品《假裝》（You Should Have Known）。劇集由妮可·基嫚領銜主演，并連同大衛·E·凱利、導演蘇珊娜·比爾以及西莉亞·科斯塔斯、斯蒂芬·加勒特、布魯娜·帕潘德莉亞和波·薩爾利（Per Saari）共同擔任執行製作人，凱利同時是劇集的編劇兼節目統籌。劇集於2020年10月25日在HBO首播。

## 劇情
格蕾絲·弗雷澤是一位事業成功的臨床心理師(劇中其自稱Clinical psychologist)，擁有一個忠實的丈夫和在紐約精英私立學校唸書的兒子，過著自己理想的幸福生活。在第一本書出版之前的幾個星期，各種突發狀況向她襲來：一件暴力謀殺案、失蹤的丈夫以及她未曾了解的一系列可怕事件。面對這些遭遇，為了孩子和自己，她需要重建自我。

## 演員與角色

### 主要角色
- 妮可·基嫚 飾演 格蕾絲·弗雷澤（Grace Fraser）：臨床心理師，里爾登學校籌款委員會的成員。

- 休·格蘭特 飾演 喬納森·弗雷澤（Jonathan Fraser）：格蕾絲的丈夫，腫瘤醫生。

- 艾格·拉米瑞茲 飾演 喬·門多薩（Joe Mendoza）：紐約警探。

- 諾亞·朱佩 飾演 亨利·弗雷澤（Henry Fraser）：格蕾絲和喬納森的兒子，里爾登學校學生。

- 莉莉·拉貝（英语：Lily Rabe） 飾演 西爾維亞·斯泰尼茨（Sylvia Steineitz）：格蕾絲的好友，律师，籌款委員會的成員。

- 諾瑪·杜梅溫尼（英语：Noma Dumezweni） 飾演 海莉·費茲傑羅（Haley Fitzgerald）：富蘭克林的朋友，律师。

- 瑪蒂爾達·德·安傑利斯 飾演 艾琳娜·阿爾維斯（Elena Alves）：米格爾的母親，新加入籌款委員會的成員。

- 伊斯梅爾·克魯茲·柯多瓦（英语：Ismael Cruz Córdova） 飾演 費爾南多·阿爾維斯（Fernando Alves）：艾琳娜的丈夫。

- 唐納·蘇德蘭 飾演 富蘭克林·賴因哈特（Franklin Reinhardt）：格蕾絲的父親。

### 常設角色
- 埃登·亚历山大（英语：Edan Alexander） 飾演 米格爾·阿爾維斯（Miguel Alves）：艾琳娜和費爾南多的兒子，里爾登學校學生。

- 邁克爾·迪瓦恩（英语：Michael Devine） 飾演 保羅·奧羅克（Paul O'Rourke）：紐約警探。

- 安娜莉·艾許福德（英语：Annaleigh Ashford） 飾演 艾莉絲·楊（Alexis Young）：籌款委員會的成員。

- 陳法拉 飾演 茱琳·麥考爾（Jolene McCall）：籌款委員會的成員。

- 塔里克·戴維斯（英语：Tarik Davis） 飾演 麥可·霍夫曼（Michael Hoffman）：格蕾絲的客戶，與丈夫約瑟夫出現婚姻危機。

- 瑪麗亞·迪齊亞（英语：Maria Dizzia） 飾演 黛安·波特（Diane Porter）：籌款委員會的成員。

- 羅斯瑪麗·哈里斯 飾演 珍妮特·弗雷澤（Janet Fraser）：喬納森的母親。

- 范黛特·利姆（英语：Vedette Lim） 飾演 阿曼達·艾莫瑞（Amanda Emory）：籌款委員會的成員。

- 珍尼爾·摩洛妮（英语：Janel Moloney） 飾演 莎莉·莫里森（Sally Morrison）：籌款委員會的成員。

- 馬特·麥格拉斯 飾演 約瑟夫·霍夫曼（Joseph Hoffman）：格蕾絲的客戶，與丈夫麥可出現婚姻危機。

- 杰瑞米·沙姆斯（英语：Jeremy Shamos） 飾演 羅伯特·康納弗（Robert Connaver）：里爾登學校校长。

- 特雷西·齐默（英语：Tracee Chimo） 飾演 麗貝卡·哈克尼斯（Rebecca Harkness）：格蕾絲的客戶。

- 傑森·克拉維茲（英语：Jason Kravits） 飾演 斯圖爾特·羅森菲爾德（Stuart Rosenfeld）：喬納森的醫生同事。

- 蘇菲·格拉寶（英语：Sofie Gråbøl） 飾演 凱瑟琳·斯坦普（Catherine Stamper）：紐約地方檢察官，對喬納森提出刑事訴訟。

- 道格拉斯·霍奇（英语：Douglas Hodge） 飾演 羅伯特·阿德爾曼（Robert Adelman）：喬納森的公設辯護律師。

- 安德萊內·列諾斯（英语：Adriane Lenox） 飾演 萊拉·史考特（Layla Scott）：法官。

- 宗毓華 飾演 自己：新聞主播。

## 集數
| 集數 | 標題 | 譯名     | 導演        | 編劇        | 上線日期       | 美國收視人數 （百萬） |
| --- | ---- | -------- | ----------- | ----------- | -------------- | --------------------- |
| 1 |      | 抵消     | 蘇珊娜·比爾 | 大衛·E·凱利 | 2020年10月25日 | 0.676                 |
| 格蕾絲·弗雷澤是一位事業成功的臨床心理師，她的丈夫喬納森是腫瘤醫生，兩人將兒子亨利送入一家昂貴的精英私立學校唸書。格蕾絲加入學校的籌款委員會，在拍賣晚宴的準備會上，她遇到新加入委員會的家長艾琳娜。艾琳娜不合群的舉止引起其他成員的議論。格蕾絲在健身房浴室遇到全裸的艾琳娜，後者感謝她在準備會上的善意態度。格蕾絲又在學校洗手間內安慰正在哭泣的艾琳娜，艾琳娜隨後提前離開拍賣會，格蕾絲提出用車送她，艾琳娜在電梯內親吻格蕾絲，然後拒絕了她的好意。轉天之後，艾琳娜的兒子米格爾發現她陳屍在她的工作室裡。警方認定為謀殺案，開始問詢包括格蕾絲在內的學生家長。艾琳娜的丈夫費爾南多被眾人認為是犯罪嫌疑人。與此同時，格蕾絲聯繫不到前往克利夫蘭參加腫瘤學會議的喬納森，當晚她在家中抽屜內發現他的手機。 |      |          |             |             |                |                       |
| 2 |      | 失蹤     | 蘇珊娜·比爾 | 大衛·E·凱利 | 2020年11月1日  | 0.799                 |
| 一直沒有喬納森的消息，格蕾絲來到他工作的醫院，得知克利夫蘭沒有舉行腫瘤學會議。格蕾絲認識的醫生有意迴避他，不願再透露更多信息。格蕾絲帶著亨利來到父親富蘭克林的住處。兩名警探門多薩和奧羅克請格蕾絲前往警局了解情況。門多薩告訴格蕾絲，他們調查得知喬納森因與患者家屬保持不正當關係，已經在三個月之前被醫院解僱，那名家屬正是死者艾琳娜·阿爾維斯。轉天之後，喬納森與艾琳娜的婚外戀情不脛而走，里爾登學校的校長羅伯特勸說格蕾絲最好不要在出現於學校。西爾維亞告訴格蕾絲，艾琳娜的丈夫有明確的不在場證明，喬納森成為頭號嫌疑人，此外數月前喬納森曾聘請她擔當法律顧問。格蕾絲回到家中，發現警方正在房內搜查。警探門多薩表示艾琳娜的丈夫費爾南多懷疑新出生嬰兒的父親是喬納森。為躲避媒體騷擾，格蕾絲與亨利離開市區，暫居於海濱別墅。第二天早晨，喬納森突然出現在格蕾絲的面前，承認自己確與艾琳娜有染，但否認是自己殺死了她。喬納森與亨利擁抱之際，格蕾絲撥通報警電話。 |      |          |             |             |                |                       |
| 3 |      | 切勿傷害 | 蘇珊娜·比爾 | 大衛·E·凱利 | 2020年11月8日  | 0.899                 |
| 門多薩帶領警察將喬納森逮捕，同時告訴格蕾絲，檢測結果顯示喬納森是艾琳娜新出生孩子的父親。西爾維亞建議格蕾絲盡早為自己聘請律師，她可能面臨協助與教唆犯罪的指控。喬納森通過公設辯護律師羅伯特聯繫到格蕾絲，希望她能夠與自己會面。喬納森告訴格蕾絲，是艾琳娜一直糾纏不休，自己沒有謀殺她。格蕾絲開始被喬納森說動，她希望父親富蘭克林幫忙介紹知名律師海莉·費茲傑羅。富蘭克林勸她放棄，並且透露自己曾秘密借給喬納森一筆錢。格蕾絲為了亨利，仍然與海莉會面。與費爾南多談話之後，格蕾絲進入警局，向門多薩和奧羅克警探表示自己受到費爾南多的威脅，並且懷疑他是殺死艾琳娜的嫌犯。警探請格蕾絲觀看艾琳娜死亡當晚的攝像頭影片，片中顯示格蕾絲出現在案發附近。 |      |          |             |             |                |                       |
| 4 |      | 非禮勿視 | 蘇珊娜·比爾 | 大衛·E·凱利 | 2020年11月15日 | 1.122                 |
| 格蕾絲向門多薩和奧羅克警探表示自己當晚只是在附近散步，隨後她聽從律師海莉的建議，在父親富蘭克林的幫助下，將喬納森保釋出獄。轉天之後，兩名警探告知格蕾絲，警方發現艾琳娜死前曾多次嘗試聯繫格蕾絲，並在她的地下室發現為格蕾絲畫的一幅肖像油畫。格蕾絲在公園散步時因壓力過大暈倒。喬納森來到艾琳娜的丈夫費爾南多家中，見到他與艾琳娜生下的女嬰。律師海莉對喬納森私自接觸證人的做法非常不滿。喬納森不接受海莉提出的認罪策略，堅決採用無罪辯護。喬納森在海莉的陪同下接受電視採訪，稱另有他人因嫉妒殺死了艾琳娜。 |      |          |             |             |                |                       |
| 5 |      | 憤怒審判 | 蘇珊娜·比爾 | 大衛·E·凱利 | 2020年11月22日 | 1.277                 |
| 由於警方沒有發現直接造成艾琳娜死亡的凶器，地檢凱瑟琳·斯坦普在法庭上展示與凶器類似的雕刻錘。喬納森的律師海莉質詢主辦案件的警探門多薩，提出費爾南多可能成為兇案嫌犯。門多薩對此並不認可，表示當晚在案發現場沒有其他人。海莉向法庭展示了格蕾絲當晚在附近散步的監控照片，並聲稱警方為將喬納森定罪，有意忽略其他人犯罪的可能性。此外，海莉質詢費爾南多，他的妻子艾琳娜生前是否有看過精神病醫生，費爾南多心情激動，予以堅決否定。弗雷澤一家就餐期間，格蕾絲得知喬納森在14歲時，無意間造成4歲的妹妹車禍身亡。格蕾絲聯繫喬納森的母親珍妮特，珍妮特透露喬納森從小到大沒有因此表現出後悔或難過，成年之後就開始疏遠家人。當晚，格蕾絲在兒子亨利的小提琴箱子裡發現一把錘子。 |      |          |             |             |                |                       |
| 6 |      | 血腥真相 | 蘇珊娜·比爾 | 大衛·E·凱利 | 2020年11月29日 | 1.811                 |
| 亨利告訴格蕾絲，錘子是自己在海濱別墅的壁爐裡找到的，擔心父親喬納森被捕，他一直將錘子隱藏。海莉在庭上質詢證人米格爾時，暗示費爾南多和死者艾琳娜夫妻不合。格蕾絲請求出席為喬納森作證，聲稱喬納森是富有同情心。檢察官斯坦普要求格蕾絲在庭上講述喬納森兒時的事情，並轉述喬納森的母親對他的看法。喬納森被定罪已經板上釘釘，他私自約出亨利，開車將他帶出紐約。與此同時，喬納森回憶謀殺艾琳娜的經過。喬納森的汽車在京斯頓–艾文港吊橋被警方攔下，他試圖跳橋自殺。格蕾絲乘坐直升機趕到，救下亨利。警方逮捕了喬納森。 |      |          |             |             |                |                       |

## 製作

### 開發
2018年3月12日，HBO宣佈預訂本劇。大衛·E·凱利、妮可·基嫚、波·薩爾利（Per Saari）和布魯娜·帕潘德莉亞擔任執行製作人，製作公司包括妮可·基嫚的花開影業、編造故事（Made Up Stories）以及大衛·E·凱利製作公司。11月7日，有報道稱丹麥女導演蘇珊娜·比爾將執導本劇的全部劇集，并擔任執行製片人。

### 選角
與HBO宣佈預訂本劇的同時，妮可·基嫚確定領銜出演女主角格蕾絲·弗雷澤。2018年11月，休·格蘭特和唐納·蘇德蘭確認出演本劇。2019年1月28日，報道稱諾亞·朱佩將出演主要角色。3月9日，導演蘇珊娜·比爾在其個人Instagram透露莉莉·拉貝將出演劇集。15日，報道稱陳法拉加入演員陣容。18日，瑪麗亞·迪齊亞確認參與演出。27日，莉莉·拉貝和艾格·拉米瑞茲確認出演劇集。28日，伊斯梅爾·克魯茲·柯多瓦和瑪蒂爾達·德·安傑利斯確認出演劇集。4月，諾瑪·杜梅溫尼和邁克爾·迪瓦恩（Michael Devine）確認出演劇集。2020年1月，蘇菲·格拉寶確認出演劇集。

### 拍攝
劇集的主體拍攝於2019年3月在紐約開機。5月，製作組在紐約州的設爾特島拍攝劇中海濱別墅的場景時，當地人們對深夜直升機的噪音感到不滿，導致劇組停止拍攝，轉至紐約州蘇福克縣的北叉半島拍攝。6月，劇組在紐約州金斯頓繼續拍攝。

## 音樂
《還原人生》的音樂原聲帶由尤金·加尔佩里尼和萨夏·加尔佩里尼作曲，數位版於2020年10月30日在亞馬遜和iTunes上發行。
| 曲序     | 曲目     | 时长  |
| -------- | -------- | ----- |
| 1.       |          | 3:43  |
| 2.       |          | 2:36  |
| 3.       |          | 2:07  |
| 4.       |          | 2:19  |
| 5.       |          | 1:38  |
| 6.       |          | 1:15  |
| 7.       |          | 2:52  |
| 8.       |          | 1:37  |
| 9.       |          | 1:32  |
| 10.      |          | 2:47  |
| 11.      |          | 2:19  |
| 12.      |          | 1:49  |
| 13.      |          | 2:02  |
| 14.      |          | 1:44  |
| 15.      |          | 1:41  |
| 16.      |          | 3:40  |
| 总时长： | 总时长： | 35:41 |

## 迴響

### 評價
在影視匯總點評網站爛番茄上，《還原人生》獲得75%的新鮮度，7.09/10分（81位劇評人）。該網站的關鍵共識寫道：「如果故事如同兩位主角妮可·基嫚和休·格蘭特的表演一樣出彩，《還原人生》是一個完美的短篇懸疑故事」。《還原人生》在Metacritic網站上得到「普遍讚譽」，獲得了64/100分（32位劇評人）。
英國《廣播時報》的評論作家大衛·克雷格（David Craig）給出四星評價，「劇集中醒目的懸疑設定等娛樂性元素能夠吸引觀眾一直看到結局」。《娛樂周刊》的劇評人克里斯汀·鮑德溫（Kristen Baldwin）給出「B」級評分，表示這部迷你劇具有充足的曲折故事線和懸念設置，兼具華麗的表現風格。但是，《時代》雜誌的劇評人朱迪·伯曼（Judy Berman）認為精湛的表演和豐富的櫥窗裝飾品也無法挽救孱弱的劇本，其中充斥著容易預見的劇情轉折節點、蒼白流俗的陳腔濫調、戲份薄弱的配角以及空洞的故事內容。她表示《還原人生》類似於其他常見的驚悚片，在每集結尾揭示一個重大轉折，而前50多分鐘的情節拖沓。《好萊塢報導》的影評人姜寅求（Inkoo Kang）給出類似的評論，認為這個用兩個小時可以講完的故事難以支撐六集時長。

### 收視
| 序 | 標題     | 播出日期       | 收視率 （18–49歲） | 收視率變化 （%） | 收視人数 （百萬） | 收視人数變化 （%） | DVR收視人数 （百萬） | 總收視人数 （百萬） |
| -- | -------- | -------------- | ------------------ | ---------------- | ----------------- | ------------------ | -------------------- | ------------------- |
| 1  | 抵消     | 2020年10月25日 | 0.08               | 不適用           | 0.676             | 不適用             | 不適用               | 不適用              |
| 2  | 失蹤     | 2020年11月1日  | 0.07               | −12.5▼           | 0.799             | +18.2▲             | 不適用               | 不適用              |
| 3  | 切勿傷害 | 2020年11月8日  | 0.12               | +71.43▲          | 0.889             | +12.52▲            | 不適用               | 不適用              |
| 4  | 非禮勿視 | 2020年11月15日 | 0.15               | +25▲             | 1.122             | +24.81▲            | 1.01                 | 2.13                |
| 5  | 憤怒審判 | 2020年11月22日 | 0.14               | −6.67▼           | 1.277             | +13.81▲            | 0.99                 | 2.26                |
| 6  | 血腥真相 | 2020年11月29日 | 0.24               | +71.43▲          | 1.811             | +41.82▲            | 1.06                 | 2.87                |

## 宣傳與發行

### 電視播出
2020年3月8日，HBO宣佈劇集原定於2020年5月10日首播。3月26日，受2019冠狀病毒病疫情影響，HBO宣佈推遲劇集首播時間。8月6日，HBO釋出正式預告片，並宣佈劇集於2020年10月25日首播。

### 影碟發行
| 季數 | 季數 | 集數 | DVD發行日期   | DVD發行日期   | DVD發行日期   | 藍光影碟發行日期 | 藍光影碟發行日期 |
| 季數 | 季數 | 集數 | 區域1         | 區域2         | 區域4         | A區              | B區              |
| ---- | ---- | ---- | ------------- | ------------- | ------------- | ---------------- | ---------------- |
|      | 1    | 6    | 2021年3月23日 | 2021年3月22日 | 2021年3月24日 | 2021年3月23日    | 2021年3月22日    |

## 資料來源
1. ↑  VanHoose, Benjamin. . 人物. 2020-10-27  [2020-10-26]. （原始内容存档于2021-01-03） （美国英语）.
2. 1 2 3  Andreeva, Nellie. . Deadline. 2018-03-12  [2018-03-12]. （原始内容存档于2018-03-13） （美国英语）.
3. 1 2  Metcalf, Mitch. . Showbuzz Daily. 2020-10-27  [2020-10-27]. （原始内容存档于2020-11-15） （美国英语）.
4. 1 2  Metcalf, Mitch. . Showbuzz Daily. 2020-11-03  [2020-11-03]. （原始内容存档于2020-11-15） （美国英语）.
5. 1 2  Metcalf, Mitch. . Showbuzz Daily. 2020-11-10  [2020-11-10]. （原始内容存档于2020-11-15） （美国英语）.
6. 1 2  Metcalf, Mitch. . Showbuzz Daily. 2020-11-17  [2020-11-17]. （原始内容存档于2020-11-17） （美国英语）.
7. 1 2  Metcalf, Mitch. . Showbuzz Daily. 2020-11-24  [2020-11-24]. （原始内容存档于2021-01-24） （美国英语）.
8. 1 2  Metcalf, Mitch. . Showbuzz Daily. 2020-12-02  [2020-12-02]. （原始内容存档于2020-12-08） （美国英语）.
9. ↑  Kiefer, Halle. . Vulture. 2018-03-12  [2018-03-12]. （原始内容存档于2018-03-13） （美国英语）.
10. ↑  Rice, Lynnette. . Entertainment Weekly. 2018-03-12  [2018-03-12]. （原始内容存档于2018-03-13） （美国英语）.
11. ↑  Mandell, Andrea. . USA Today. 2018-03-12  [2018-03-12]. （原始内容存档于2018-03-13） （美国英语）.
12. ↑  Porter, Rick. . The Hollywood Reporter. 2018-11-07  [2018-11-07]. （原始内容存档于2018-11-08） （美国英语）.
13. ↑  Goldberg, Lesley. . The Hollywood Reporter. 2018-03-12  [2018-03-12]. （原始内容存档于2018-03-13） （美国英语）.
14. ↑  Nemetz, Dave. . TVLine. 2018-03-12  [2018-03-12]. （原始内容存档于2018-03-13） （美国英语）.
15. ↑  Holloway, Daniel. . Variety. 2018-03-12  [2018-03-12]. （原始内容存档于2018-03-13） （美国英语）.
16. ↑  O'Connell, Michael. . The Hollywood Reporter. 2018-11-15  [2018-11-15]. （原始内容存档于2018-11-16） （美国英语）.
17. ↑  Petski, Denise. . Deadline Hollywood. 2018-11-28  [2018-12-02]. （原始内容存档于2018-11-29） （美国英语）.
18. ↑  Andreeva, Nellie. . Deadline Hollywood. 2019-01-28  [2019-01-28]. （原始内容存档于2019-01-29） （美国英语）.
19. ↑  Bier, Susanne. . Instagram. 2019-03-08  [2019-03-08]. （原始内容存档于2019-03-27） （美国英语）.
20. ↑  . toggle. 2019-03-18  [2019-03-15]. （原始内容存档于2019-03-27） （英语）.
21. ↑  婉文, 李. . 香港01. 2019-03-18  [2019-03-14]. （原始内容存档于2020-10-26） （中文（香港））.
22. ↑  Heidi Parker. . dailymail. 每日郵報. 2019-03-18  [2019-03-22]. （原始内容存档于2019-03-21） （英国英语）.
23. ↑  Petski, Denise. . Deadline Hollywood. 2019-03-27  [2019-03-30]. （原始内容存档于2019-03-28） （美国英语）.
24. ↑  Petski, Denise. . Deadline Hollywood. 2019-03-28  [2019-03-30]. （原始内容存档于2019-03-29） （美国英语）.
25. ↑  Petski, Denise. . Deadline Hollywood. 2019-04-02  [2019-04-04]. （原始内容存档于2019-04-03） （美国英语）.
26. ↑  . Den of Geek.   [2019-12-27] （美国英语）.[永久]
27. ↑  . NordicDrama.com. 2020-01-25  [2020-03-08]. （原始内容存档于2020-02-28） （美国英语）.
28. ↑  Welch, Rebecca. . Backstage. 2019-01-02  [2019-01-27]. （原始内容存档于2019-01-23） （美国英语）.
29. ↑  Waugh, Heather. . dailymail. 每日郵報. 2019-03-21  [2019-03-22]. （原始内容存档于2019-03-21） （英国英语）.
30. ↑  Nathan, Sara. . pagesix. 2019-05-28  [2019-05-26]. （原始内容存档于2019-05-27） （美国英语）.
31. ↑  Blake, Lindsay. . Dirt. 2020-11-05  [2020-11-09]. （原始内容存档于2020-12-18） （美国英语）.
32. ↑  . The Poughkeepsie Journal.   [2019-06-25]. （原始内容存档于2019-06-24） （美国英语）.
33. ↑  . Soundtrack.net. 2020-10-30  [2020-10-31]. （原始内容存档于2020-11-24） （美国英语）.
34. ↑  . Rotten Tomatoes. Fandango Media.   [2020-11-23] （美国英语）.
35. ↑  . Metacritic.   [2020-11-23]. （原始内容存档于2020-10-20） （美国英语）.
36. ↑  Craig, David. . Radio Times. 2020-10-25  [2020-10-26]. （原始内容存档于2020-10-26） （英国英语）.
37. ↑  Baldwin, Kristen. . Entertainment Weekly. 2020-10-12  [2020-10-26]. （原始内容存档于2020-10-25） （美国英语）.
38. ↑  Berman, Judy. . 時代雜誌. 2020-10-23  [2020-10-26]. （原始内容存档于2020-10-24） （美国英语）.
39. ↑  Kang, Inkoo. . The Hollywood Reporter. 2020-10-12  [2020-10-26]. （原始内容存档于2020-10-24） （美国英语）.
40. ↑  . TV Series Finale. 2020-11-04  [2020-11-04] （美国英语）.
41. ↑  . TV Series Finale. 2020-11-04  [2020-11-04] （美国英语）.
42. ↑  Porter, Rick. . The Hollywood Reporter. 2020-11-24  [2020-11-24]. （原始内容存档于2021-01-22） （美国英语）.
43. ↑  Porter, Rick. . The Hollywood Reporter. 2020-12-02  [2020-12-02]. （原始内容存档于2020-12-02） （美国英语）.
44. ↑  Porter, Rick. . The Hollywood Reporter. 2020-12-08  [2020-12-08]. （原始内容存档于2021-01-27） （美国英语）.
45. ↑  Ramos, Dino-Ray. . Deadline Hollywood. 2020-03-08  [2020-03-08]. （原始内容存档于2020-03-09） （美国英语）.
46. ↑  Auisello, Michael. . TVLine. 2020-03-26  [2020-03-27]. （原始内容存档于2020-04-02） （美国英语）.
47. ↑  Highfill, Samantha. . Entertainment Weekly. 2020-08-06  [2020-08-06]. （原始内容存档于2020-08-06） （美国英语）.
48. ↑  .   [2020-11-06] –Amazon （美国英语）.
49. ↑  .   [2021-04-14]. （原始内容存档于2021-04-15） –Amazon （英国英语）.
50. ↑  .   [2021-04-14]. （原始内容存档于2021-04-15） –JB Hi-Fi （澳大利亚英语）.
51. ↑  .   [2020-11-06] –Amazon （美国英语）.
52. ↑  .   [2021-04-14]. （原始内容存档于2021-04-15） –Amazon （英国英语）.

## 外部連結
- 互联网电影数据库（IMDb）上《還原人生》的资料（英文）
- 爛番茄上《還原人生》的資料（英文）

#invoke:NavboxV2